# Bielawce
Bielawce – wieś na Ukrainie w rejonie złoczowskim należącym do obwodu lwowskiego.
Do 2020 w rejonie brodzkim. 

## Położenie
Na podstawie Słownika geograficznego Królestwa Polskiego i innych krajów słowiańskich: Bielawce to wieś w powiecie brodzkim, 1¼ mili na północ od Brodów.